# Leonard Hofstadter
El Dr. Leonard Leakey Hofstadter (New Jersey, 17 de mayo de 1980) es un personaje de ficción de la serie estadounidense The Big Bang Theory, interpretado por Johnny Galecki.
Es originario de Nueva Jersey.
 Es hijo de una fría neuróloga y psiquiatra y de un antropólogo.

Es un graduado de la Universidad de Princeton. Obtiene su doctorado a los 24 años de edad.
Leonard trabaja como físico experimental en el California Institute of Technology, tiene un CI de 173 y comparte apartamento con Sheldon Cooper.  Se encuentra enamorado de su vecina Penny. Si bien Leonard siente cierta vergüenza de sus conductas nerds (como jugar Klingon Boggle) muchas de sus actividades pueden considerarse estereotípicas de nerd; como su afición por los cómics, la ciencia ficción y las figuras de acción. A pesar de esto, Leonard es mucho menos socialmente retraído que sus amigos Howard Wolowitz, Rajesh Ramayan Koothrappali y Sheldon Cooper.
Su mejor amigo es Sheldon, ya que aceptó vivir junto a él y esto se debió a que en una ocasión le salvó la vida en el ascensor del edificio donde viven. Le apasionan los cómics y los videojuegos. Además es intolerante a la lactosa y padece miopía. 

## Noviazgos
Al igual que Rajesh y Howard, nunca ha tenido gran éxito con las mujeres, pese a que de los cuatro es el único que ha tenido varias novias estables a lo largo de los capítulos de la serie, entre ellas la némesis de Sheldon: Leslie Winkle. Sus amigos lo fastidiaban diciéndole que moriría solo como ellos, pero él no se rindió y siempre trató de conquistar a su vecina Penny, de la cual recibía ambiguas respuestas hasta que finalmente inician una relación en inicio de la tercera temporada terminándola al final de esta; después la iniciaron nuevamente a mediados de la quinta temporada.
  De los 4 amigos científicos es el que ha sostenido relaciones de pareja con varias mujeres, incluyendo a una joven espía encubierta de origen norcoreano llamada Joyce Kim, a la también científica y compañera Leslie Winkle, con la Dra. Stephanie Barnett (interpretada por Sara Rue), con Penny con quien se convierte en novio formal en la tercera temporada, terminan en el episodio "The Wheaton Recurrency" (3x19) y finalmente con Priya Koothrappali, quien se transforma en su novia en la cuarta y principios de la quinta temporada (5x07 "The Good Guy Fluctuation"), pero queda implícito que rompieron ya que Leonard en un episodio menciona que está soltero. En un episodio retoma su relación con Penny y actualmente están casados y muy unidos. 
Leonard sufre de intolerancia a la lactosa y Miopía, entre otras cosas. Su nombre, según los productores, es una combinación del nombre del actor y productor Sheldon Leonard y del apellido del físico y Premio Nobel Robert Hofstadter, y de su hijo, Douglas Hofstadter. En la serie se dice que su segundo nombre proviene del arqueólogo Louis Leakey, con quien su padre, el cual se menciona como un antropólogo participó en una expedición, y en español su segundo nombre es Simeón, por el matemático Simeon Poisson.
Su mejor amigo es Sheldon Cooper, aunque generalmente tienen discusiones por la difícil personalidad de Sheldon. Aunque Sheldon no suele sentir empatía por nadie, en varias ocasiones dice que Leonard es su mejor amigo y que de él no espera algún tipo de traición, lo que de alguna forma se interpretaría como un sentimiento de amistad.

## Personalidad
Leonard es sensato, amable y cariñoso, uno de los más normales de su grupo de amigos. A diferencia de Sheldon, Leonard es mucho más sociable y le encanta pasar tiempo con sus amigos, y por lo general no es engreído ni critica a los demás por su inteligencia. Aunque sigue siendo nerd, algo que él reconoce muy bien y le enorgullece.
Su personalidad contrasta muy bien con la de Sheldon pese a que ambos son físicos inteligentes. En muchas ocasiones se enfurece debido a la actitud de Sheldon y ha llegado a confrontarlo, lo que causa constantes peleas y discusiones entre ambos, a veces absurdas. A pesar de todo, Leonard le tiene mucho aprecio a Sheldon y lo tolera; ha llegado a afirmar que es la persona más inteligente que conoce, y ambos se consideran mejores amigos. Por lo general se lleva muy bien con sus otros amigos.
Era muy tímido en los primeros episodios al no poder hablarle a Penny, la chica de la que siempre ha estado enamorado. Pero logró conquistarla y casarse con ella posteriormente, perdiendo su timidez con el paso de las temporadas. Además de haber tenido muchos otros romances con otras mujeres, por lo que bien se puede decir que de los personajes principales, Leonard es el más exitoso en el amor.
Difícilmente discute con alguien, excepto con Sheldon. Habitualmente hace lo que las mujeres desean, principalmente Penny, de quien afirma estar enamorado. 
Al ser nerd, no se da cuenta de algunas situaciones que le suceden, como por ejemplo cuando la asistente de Sheldon, Alex (interpretada por Margo Harshman) le coquetea en la sexta temporada y él nunca se da por enterado, es más, se ríe de que existiera esa posibilidad.